# Gabinet Jamesa Monroego
Gabinet Jamesa Monroego – został powołany i zaprzysiężony w 1817.

## Skład
| Departament/Funkcja | Zdjęcie | Imię i nazwisko                 | Kadencja  |
| ------------------- | ------- | ------------------------------- | --------- |
| Prezydent           |         | James Monroe                    | 1817–1825 |
| Wiceprezydent       |         | Daniel Tompkins                 | 1817–1825 |
| Sekretarz stanu     |         | John Quincy Adams               | 1817–1825 |
| Wojna               |         | John C. Calhoun                 | 1817–1825 |
| Skarb               |         | William H. Crawford             | 1817–1825 |
| Sprawiedliwość      |         | Richard Rush                    | 1817      |
|                     |         | William Wirt                    | 1817–1825 |
| Poczta              |         | Return J. Meigs Jr.             | 1817–1823 |
|                     |         | John McLean                     | 1823–1825 |
| Marynarka wojenna   |         | Benjamin Williams Crowninshield | 1817–1818 |
|                     |         | Smith Thompson                  | 1819–1823 |
|                     |         | Samuel L. Southard              | 1823–1825 |